# Venera 1
Venera 1 (Russisch: Венера-1) was een Russische onbemande ruimtevlucht naar Venus in het begin van de zestiger jaren van de vorige eeuw. Doel van deze missie bleef lange tijd onzeker: het was onduidelijk of deze sonde een lander aan boord had en zo ja of er een harde dan wel zachte landing zou worden uitgevoerd. Waarschijnlijk was het de bedoeling om een wapenschild van de Sovjet-Unie af te werpen tijdens een harde landing.

## Planning

### Nieuwe raket, nieuwe doelen
Eind 1960 bouwden de Russen hun eerste A-2-e Molniya raket. Ze waren vast van plan om de rest van de wereld duidelijk te maken waar zij technisch toe in staat waren en zo tevens iedereen te waarschuwen de machtige Sovjet-Unie nimmer de voet dwars te zetten. Er stonden twee Marsverkenners gereed op het lanceerplatform om de dreigende taal van hun staatshoofd bij de V.N. te onderstrepen.

### Chroesjtsjovs misplaatste vuist op tafel bij Verenigde Naties
Hun staatshoofd ging zelfs zover om tijdens de vergadering van de V.N. met de vuist op tafel te slaan om zijn woorden kracht bij te zetten. De grote mond van Chroesjtsjov bleek dit keer echter prematuur: hij vertrok uit New York zonder dat er opzienbarende lanceringen waren geschied. Een tijd later kwam uit dat de Sovjet-Unie in de eerste helft van oktober, op respectievelijk 10 oktober en 14 oktober 1960, wel degelijk twee pogingen deed om een verkenner naar Mars te sturen, maar dat beiden faalden. Sterker nog, ze kwamen niet eens in een baan om de Aarde en zo zette de Sovjet-leider zichzelf danig voor schut.

### Interplanetaire missies mogelijk
De Sovjet-Unie had nu een nieuwe troefkaart in handen met de voor die tijd krachtige A-2-e Molniya draagraket. Interplanetaire missies behoorden nu tot de mogelijkheden. De grote baas van het Russische ruimtevaartprogramma, Sergej Koroljov, besloot in 1959 op twee paarden te wedden en poogde zowel Mars als Venus te bereiken. De deadline was strikt: het lanceervenster voor Mars was in de herfst van 1960, dat voor Venus begin 1961. Dit legde een grote tijdsdruk op het team.

### Technische uitrusting
Dit ontwerp, ontworpen door een van zijn ondergeschikten, was het eerste ruimtevaartuig dat alle systemen voor een langdurige interplanetaire vlucht aan boord had, zoals temperatuurregeling, door zonnepanelen gevoede zilver/zink accu's, drie-assige stabilisatie, een hooggevoelige schotelantenne en een raketmotor om tijdens de vlucht koerswijzigingen uit te voeren. Oorspronkelijke plannen om een landingscapsule mee te voeren liet men varen, in plaats daarvan zou Venera 1 een schild met het embleem van de Sovjet-Unie loslaten. Dit was ontworpen om te blijven drijven op een eventuele Venusoceaan. De rest van de sonde kopieerde het ontwerpteam zo veel mogelijk van de Marsverkenner, immers tijd was kostbaar.
Het vaartuig had de vorm van een cilinder met een koepel bovenop. Het was 2,035 m hoog met een diameter van 1,05 m, beschikte over twee zonnepanelen met een totale oppervlakte van 2 m² en de interne temperatuur werd op 30 °C gehouden door middel van ventilators en jaloezieën. Het was gevuld met stikstof onder een druk van 1,2 bar. Standregeling geschiedde door zonne- en stersensors, gyroscopen en standraketjes werkend op stikstof.
Het is onmogelijk om een sonde direct na lancering in een feilloze baan naar een planeet te sturen, daarom is het noodzakelijk dat een planetaire verkenner zijn koers kan bijsturen. De op hydrazine en salpeterzuur werkende ingebouwde raketmotor leverde een stuwkracht van 200 kg. Deze twee chemicaliën ontsteken spontaan indien ze met elkaar in contact komen.
Voor communicatie was Venera 1 uitgerust met drie antennes. Een meer dan twee meter brede schotelantenne met een koperen schotel, een op een 2,40 m lange mast bevestigde in alle richtingen gevoelige antenne en een T-vormige antenne. Het gebruikte een simpel systeem om commando's vanaf de Aarde te bevestigen. Het ruimtescheepje stuurde de ontvangen instructies eerst terug naar de vluchtleiding en wachtte vervolgens op bevestiging.
Vergeleken met latere verkenners droeg Venera 1 weinig wetenschappelijke instrumenten. Ionendetectoren, micrometeorietdetectoren, kosmische stralingsmeters en een op een 2 m lange mast aangebrachte magnetometer.
Het totale gewicht van de Venera 1 was 643½ kg, naar huidige maatstaven niet veel maar in die tijd een stevige knaap. De ontwikkeling van draagraketten was nog in volle gang door de Koude Oorlog en ruimterace.

## Verloop van de vlucht

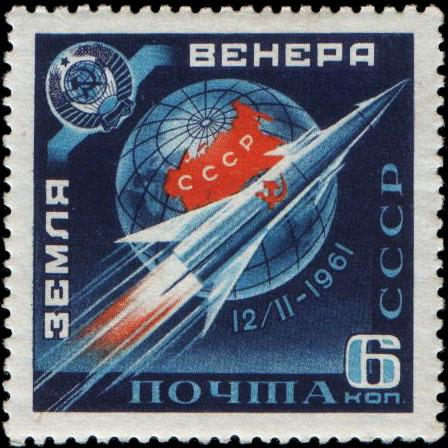
Russische postzegel ter ere van Venera 1

### Lancering
De lancering van Venera 1 geschiedde op 12 februari 1961 met een A-2-e Molniya-draagraket vanaf Bajkonoer. Het toestel kwam in een parkeerbaan van 229 × 282 km met een inclinatie van 65,7°. Vervolgens schoot de vierde trap het vaartuig richting Venus. Daarmee boekten de Russen, zoals zo vaak in de begintijd van de ruimtevaart, wederom een primeur. Hun Venera 1 was de eerste sonde waarvan het wegschieten vanuit een parkeerbaan slaagde en het eerste ruimtevaartuig dat op weg ging naar een andere planeet.
Kort na lancering zocht de vluchtleiding tweemaal contact met de verkenner. Dit geschiedde op 12 februari op een afstand van 126.300 km van de aarde en de dag erna op 488.900 km afstand. De sonde diende iedere vijf dagen contact met de aarde op te nemen. Het volgende contact op 17 februari vond plaats op een afstand van 1,89 miljoen km en ook toen leek er nog geen vuiltje aan de lucht. Venera 1 gaf een binnentemperatuur van 29 °C en een druk van 900 millibar in het drukvat met boordinstrumenten, die correct hun werk deden.

### Oververhitting en problemen met radioverbinding
Op weg naar Venus raakte al snel een zonnesensor oververhit en de jaloezieën functioneerden evenmin goed. Op 22 februari vond opnieuw radiocontact plaats op een afstand van 3,2 miljoen km. De verkenner bevestigde weliswaar de ontvangen instructies en seinde wetenschappelijke gegevens over, maar dit zou tevens de laatste maal zijn dat het ruimtevaartuig correct antwoordde.
Tijdens het radiocontact op 27 februari viel de sonde af en toe weg en slaagde de vluchtleiding er niet in om het contact te herstellen. Toen de Russen op 4 maart (op een afstand van 7½ miljoen km) nogmaals probeerden contact te krijgen met hun verkenner, vertikte deze het voorgoed om te reageren op signalen vanaf de aarde. Noodzakelijke koerswijzigingen konden daarom niet worden uitgevoerd. Op 19 mei passeerde Venera 1 de planeet Venus op 100.000 km en kwam vervolgens in een heliocentrische baan. Wél kon de wetenschap uit de ontvangen gegevens afleiden, dat de zonnewind (voor het eerst opgemerkt door Loena 1 en 3) ook aanwezig was in de interplanetaire ruimte.
1 · 2 · 3 · 4 · 5 · 6 · 7 · 8 · 9 · 10 · 11 · 12 · 13 · 14 · 15 · 16 · Vega 1 · Vega 2